# Serhij Silwaj
Serhij Nestorowycz Silwaj, ukr. Сергій Нестерович Сільвай, ros. Сергей Нестерович Сильвай, Siergiej Niestorowicz Silwaj (ur. 7 września 1955, Ukraińska SRR) – ukraiński trener piłkarski.

## Kariera trenerska
Po ukończeniu Instytutu Wychowania Fizycznego pracował w Szkole Sportowej w Równem. W maju 1999 został mianowany na stanowisko głównego trenera Weresu Równe, z którym pracował do lipca. Potem pomagał trenować rówieński klub. Od września do października 1999 ponownie stał na czele Weresu Równe. Pracował jako dyrektor sportowy klubu, a w listopadzie-grudniu 2003 oraz w październiku-listopadzie 2006 pełnił obowiązki głównego trenera Weresu.
Potem pracował w Rówieńskim Obwodowym Związku Piłki Nożnej.